# Perryton (Ohio)
Perryton ist eine unincorporated Community im Licking County im US-Bundesstaat Ohio.

## Geographie
Perryton liegt am westlichen Rand des Tales des Brush Fork und erstreckt sich in Nord-Süd-Richtung entlang der Licking Valley Road.

## Geschichte
Am 17. März 1836 wurde in Perryton ein Postamt eingerichtet, das bis 1905 in Betrieb blieb. Perryton ist wie die Perry Township benannt nach dem Marineoffizier Oliver Hazard Perry.

## Belege
1. ↑  Perryton. In: Geographic Names Information System. United States Geological Survey, United States Department of the Interior, 12. Juli 1979, abgerufen am 9. März 2018 (englisch).
2. ↑  Perryton Post Office (historical). In: Geographic Names Information System. United States Geological Survey, United States Department of the Interior, 17. August 1992, abgerufen am 19. März 2018 (englisch).
3. ↑  Ohio Licking County. Jim Forte Postal History, abgerufen am 19. März 2018.
4. ↑  Edwin M. P. Brister: Perry Township. In: Centennial history of the city of Newark and Licking County, Ohio. Band 1. S.J. Clarke Publishing Company, Chicago-Columbus 1909, S. 334–336 (babel.hathitrust.org).